# 真·三國無雙DS 鬥士之戰
《真·三國無雙DS 鬥士之戰》為日本光榮株式會社在任天堂掌上機任天堂DS上唯一的真·三國無雙系列遊戲。於2007年販售。遊戲主要以三名角色來遊玩，分別為朱雀、青龍和玄武。玩家可選3名角色其中一個，遊戲並會自動選取另外一個角色當作玩家對手。每一次遊玩會有12場戰役，包括最終決戰：萬里長城。每場戰役必須先將敵軍所有據點佔領，才能進入敵軍本陣與主將對決，打敗了主將，就可以獲得勝利。比起前作《真·三國無雙 Advance》，在一個地圖中最多會有20個敵兵出現，並可以用任天堂DS和無線網路與其他玩家連線對戰，發展出「新的無雙動作遊戲」。

## 評論
正面
- 畫質比起《真·三國無雙 Advance》明顯好上許多。
- 阻礙對手的「阻撓拉霸」以及據點系統給予玩家緊湊的遊戲步調。
- 可收集高達100種以上的武將卡，武將卡並可升級，滿足喜愛練功的玩家的需求。
- 透過無線網路，可同時與2到3名玩家進行遊戲，提供不同的遊戲樂趣。

負面
- 本作與《真·三國無雙 Advance》玩法截然不同，從頭到尾只能使用三名鬥士，無法使用任何三國名將，例如: 趙雲，孫策..等。也沒有前作有的武器或屬性系統。
- 操作方法過於單調，例如:B,BA,BBA，許多玩家認為可以增加更多戰鬥方法,像是「真·無雙亂舞」，騎馬或者射箭。
- 戰鬥招式過於強大。許多人認為一直按BBBA就可以輕易解決敵兵。
- 缺乏武將卡人物，部分玩家希望可以增加更多武將卡，像是龐德、大喬、小喬等，並且加入他們的特殊模組，（例如本作的武將姜維、孫權、關平等許多武將只擁有一般的大眾武將模組）
- 由於本作並沒有完全依照三國歷史的戰役和年代，造成許多玩家的困惑，因為有武將出現在不該出現的戰役當中，所以，戰役中並沒有歷史事件，例如:「赤壁火計」或「諸葛亮火燒藤甲兵」等劇情，玩家因此認為遊戲枯燥乏味，缺乏耐玩性。
- 缺乏觸控功能，本遊戲沒有發揮NDS「觸控式螢幕」的特性，也不提供Wi-Fi連線。[3]
- 《真·三國無雙DS 鬥士之戰》沒有「自由模式」，因此玩家無法重複的玩著同樣的關卡而一定要再重新開一次劇情模式。
- 《真·三國無雙DS 鬥士之戰》也沒有真·三國無雙系列受到大眾歡迎的「挑戰模式」，許多人批評，此遊戲缺乏創意，沒有真·三國無雙系列系列的原創性。[4]

## 外部連結
- 官方网站：台灣、日本、歐美